# Dolores Hidalgo
Dolores Hidalgo is een kleine stad in de Mexicaanse staat Guanajuato. Dolores Hidalgo heeft ongeveer 50.000 inwoners. De plaats is vooral bekend vanwege de Grito de Dolores, waarmee Miguel Hidalgo in de nacht van 15 op 16 september de Mexicaanse Onafhankelijkheidsoorlog begon. De stad heette gewoon Dolores tot het na de onafhankelijkheid ter ere van Hidalgo Dolores Hidalgo werd genoemd.
De mariachimusicus José Alfredo Jiménez was geboren in Dolores Hidalgo.